# Kakha Kaladze
Kakha Kaladze (în georgiană კახა კალაძე; n. 27 februarie 1978, Samtredia, Imeresia⁠(d), Georgia) este un fost fotbalist, actual om de afaceri și politician georgian. Este primul fotbalist georgian care a câștigat Liga Campionilor.
În 2012, a intrat în politică ca membru al Partidului Visul Georgian, fiind ales deputat în Parlament, și învestit în funcțile de vice-prim-ministru și ministru al Energiei în Georgia. A detinut aceste functii pana in 2017, cand a fost ales primar al Tbilisi.

## Palmares

### Club
Dinamo Tblisi
- Umaglesi Liga: 1993–94, 1994–95, 1995–96, 1996–97, 1997–98
- Cupa Georgiei: 1994, 1995, 1996, 1997

Dinamo Kiev
- Premier Liga: 1998–99, 1999–2000, 2000–01
- Cupa Ucrainei: 1998, 1999, 2000

Milan
- Serie A: 2003–04
- Coppa Italia: 2002–03
- Supercupa Italiei: 2004
- Liga Campionilor UEFA: 2003–04, 2006–07
- Supercupa Europei: 2003, 2007
- Campionatul Mondial al Cluburilor FIFA: 2007

### Individual
- Fotbalistul georgian al anului: 2001, 2002, 2003, 2006, 2011